# Округ Каледонија (Вермонт)
Каледонија (енгл. Caledonia County) је округ у америчкој савезној држави Вермонт.

## Демографија
По попису из 2010. године број становника је 31.227, што је 1.525 (5,1%) становника више него 2000. године.
| Група             | 2000.          | 2010.          |
| Белци             | 28.812 (97,0%) | 29.909 (95,8%) |
| Афроамериканци    | 87 (0,3%)      | 167 (0,5%)     |
| Азијати           | 111 (0,4%)     | 251 (0,8%)     |
| Хиспаноамериканци | 201 (0,7%)     | 331 (1,1%)     |
| Укупно            | 29.702         | 31.227         |